# Kugelkreisel
Der Kugelkreisel oder der sphärische Kreisel ist in der Kreiseltheorie ein Kreisel mit drei gleichen Hauptträgheitsmomenten. Infolgedessen sind alle Achsen Hauptträgheitsachse, und die Trägheitsmomente Θ um alle Achsen durch den Bezugspunkt sind gleich.
Für praktische Anwendungen ist der Kugelkreisel ungeeignet, siehe Stabilitätsbetrachtungen. Seine Bedeutung liegt darin, dass es zu jedem Lagrange-Kreisel einen homologen Kugelkreisel gibt, dessen Drehachse sich gleich der Figurenachse des Lagrange-Kreisels bewegt; dies vereinfacht die analytische Behandlung des Lagrange-Kreisels.
Der Begriff Kugelkreisel wurde von Felix Klein und Arnold Sommerfeld geprägt.

## Realisierungen
Obwohl das Trägheitsellipsoid eine Kugel ist, muss die äußere Gestalt des Kreisels keineswegs kugelförmig sein. Beispielsweise sind alle homogenen, massiven oder dünnwandigen platonischen Körper Kugelkreisel bezüglich ihres Massenmittelpunkts, siehe Liste von Trägheitstensoren.
Insbesondere bei inhomogener Massenverteilung ist ein Kugelkreisel nicht ohne weiteres zu erkennen. Beispielsweise lassen sich immer drei Massenpunkte auf drei zueinander senkrechten Achsen durch einen Stützpunkt so verteilen, dass der aus den Massenpunkten bestehende Starrkörper ein Kugelkreisel bezüglich des Stützpunkts ist. Das Produkt aus Masse und Quadrat des Abstands vom Stützpunkt muss nur für alle drei Massenpunkte übereinstimmen. Dieses Beispiel zeigt, dass der Massenmittelpunkt keineswegs im Stützpunkt liegen muss.
Ist das Trägheitsellipsoid bezüglich des Massenmittelpunkts abgeplattet rotationssymmetrisch (linsenförmig), dann gibt es nach dem Steinerʹschen Satz auf der Figurenachse zu beiden Seiten des Massenmittelpunkts einen Punkt, bezüglich dem der symmetrische Kreisel ein Kugelkreisel ist.

## Stabilitätsbetrachtungen
Jede Stützpunktsachse ist nur beim idealen Kugelkreisel eine stabile permanente Achse. Beim kräftefreien Euler-Kreisel sind Drehungen um die beiden Hauptträgheitsachsen mit dem größten bzw. kleinsten Hauptträgheitsmoment stabil und diejenige um die mit dem mittleren Hauptträgheitsmoment instabil.
In der Realität können nie alle Hauptträgheitsmomente exakt gleich sein, sei es wegen Inhomogenitäten, thermischer Dehnungen oder Verformungen aufgrund von Beschleunigungen; die Stabilität der Drehung kann daher nicht sichergestellt werden. Daher ist der Kugelkreisel für praktische Anwendungen ungeeignet.

## Analytische Beschreibung
Der Trägheitstensor des Kugelkreisels ist proportional zum Einheitstensor 1:
{\displaystyle \mathbf {\Theta } =\Theta \mathbf {1} }
Infolgedessen sind alle Achsen Hauptträgheitsachse und die Trägheitsmomente um alle Achsen durch den Bezugspunkt sind gleich (Θ). Der Kugelkreisel ist isotrop gegenüber Drehbewegungen, weil Drehimpuls und Winkelgeschwindigkeit jederzeit gleichsinnig parallel sind:
{\displaystyle {\vec {L}}=\mathbf {\Theta } \cdot {\vec {\omega }}=\Theta {\vec {\omega }}}
siehe auch Trägheitsellipsoid. Beim Kugelkreisel sind die Fliehkräfte im Körper immer im mechanischen Gleichgewicht, denn die Kreiselwirkung {\displaystyle {\vec {K}}} besteht ausschließlich aus dem Moment der Euler-Kräfte:
{\displaystyle {\vec {M}}={\dot {\vec {L}}}=-{\vec {K}}:=(\mathbf {\Theta } \cdot {\vec {\omega }}{\dot {)}}=\Theta {\dot {\vec {\omega }}}}
Die Komponenten der Vektorgleichung sind die Euler’schen Kreiselgleichungen, die beim Kugelkreisel besonders einfach sind:
{\displaystyle M_{i}=\Theta {\dot {\omega }}_{i}\,,\qquad i=1,2,3}
Ein Vergleich mit dem zweiten Newton’schen Gesetz {\displaystyle {\vec {F}}=m{\ddot {\vec {x}}}} bei einer Translationsbewegung zeigt, dass der Kugelkreisel das genaue Analogon des Massenpunkts bei Rotationsbewegungen ist.
Zu jeder Eigendrehung ν gibt es nur eine einzige Reguläre Präzession mit Präzessionsgeschwindigkeit μ, die gemäß
Θμν = mgs
umso schneller erfolgt, je größer das Stützpunktmoment aus Gewichtskraft mg und Schwerpunktsabstand s ist.